# Стефано Делле К'яє
Стефано Делле К'яє (італ. Stefano Delle Chiaie; 13 вересня 1936, Казерта — 10 вересня 2019) — італійський неофашистський політик. Засновник бойової організації Національний авангард. Організатор ультраправих політичних кампаній, учасник вуличних зіткнень і «змови Боргезе». Оперативник антикомуністичних акцій в Західній Європі («Гладіо») та Латинській Америці («Кондор»). Союзник Жонаса Савімбі в ангольської громадянській війні. Радник президента Болівії Луїса Гарсіа Меси. Один з лідерів італійського і міжнародного ультраправого руху. Один із небагатьох західноєвропейських «ультраправих», який підтримав Україну в її конфлікті з Росією[джерело?].